# Majorette
Uma majorette é uma dançarina que gira bastões cuja performance é frequentemente acompanhada de movimentos ou ginásticas, elas são primariamente associadas a bandas marciais durante desfiles. Majorettes podem também girar facas comuns e de fogo, bandeiras, bastões com luzes, bastões de fogo, cetros e espingardas. Elas fazem ilusões, movimentos de estrela e mortais, e às vezes giram até quatros bastões ao mesmo tempo. Majorettes são frequentemente confundidas com líderes de torcidas; mas o giro de bastão é mais próximo da ginástica rítmica do que animação de torcidas.

## Majorettesna cultura popular
Dançarinas majorettes fizeram parte da performance histórica de Beyoncé durante sua performance histórica no Coachella Valley Music and Arts Festival de 2018. A performance foi aclamada por parte da crítica musical especializada e uma série de outros meios de comunicação e deu origem a um documentário na Netflix intitulado Homecoming.